# Вилленвей, Херман

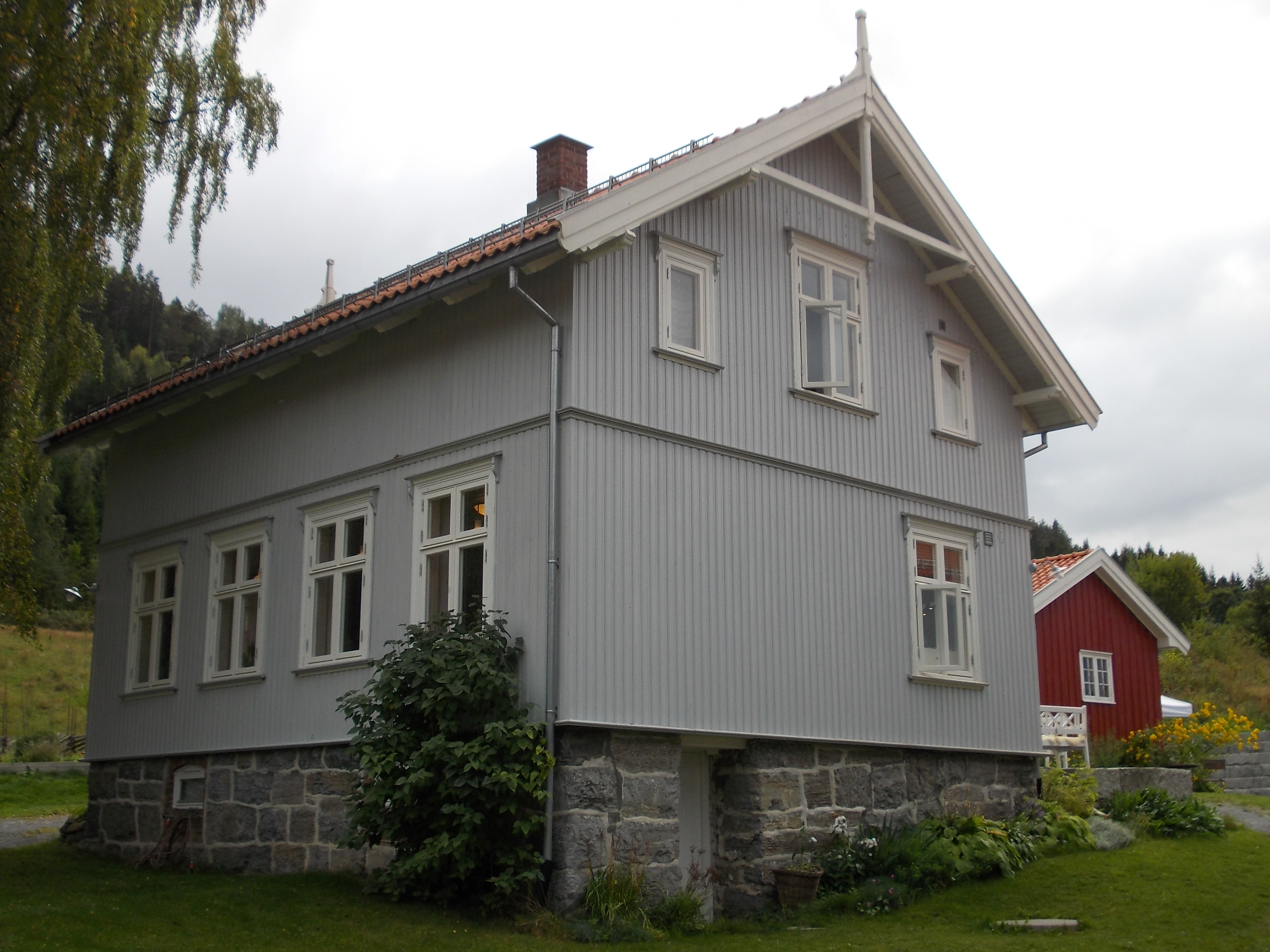
Portåsen — дом, где вырос Херман Вилленвей

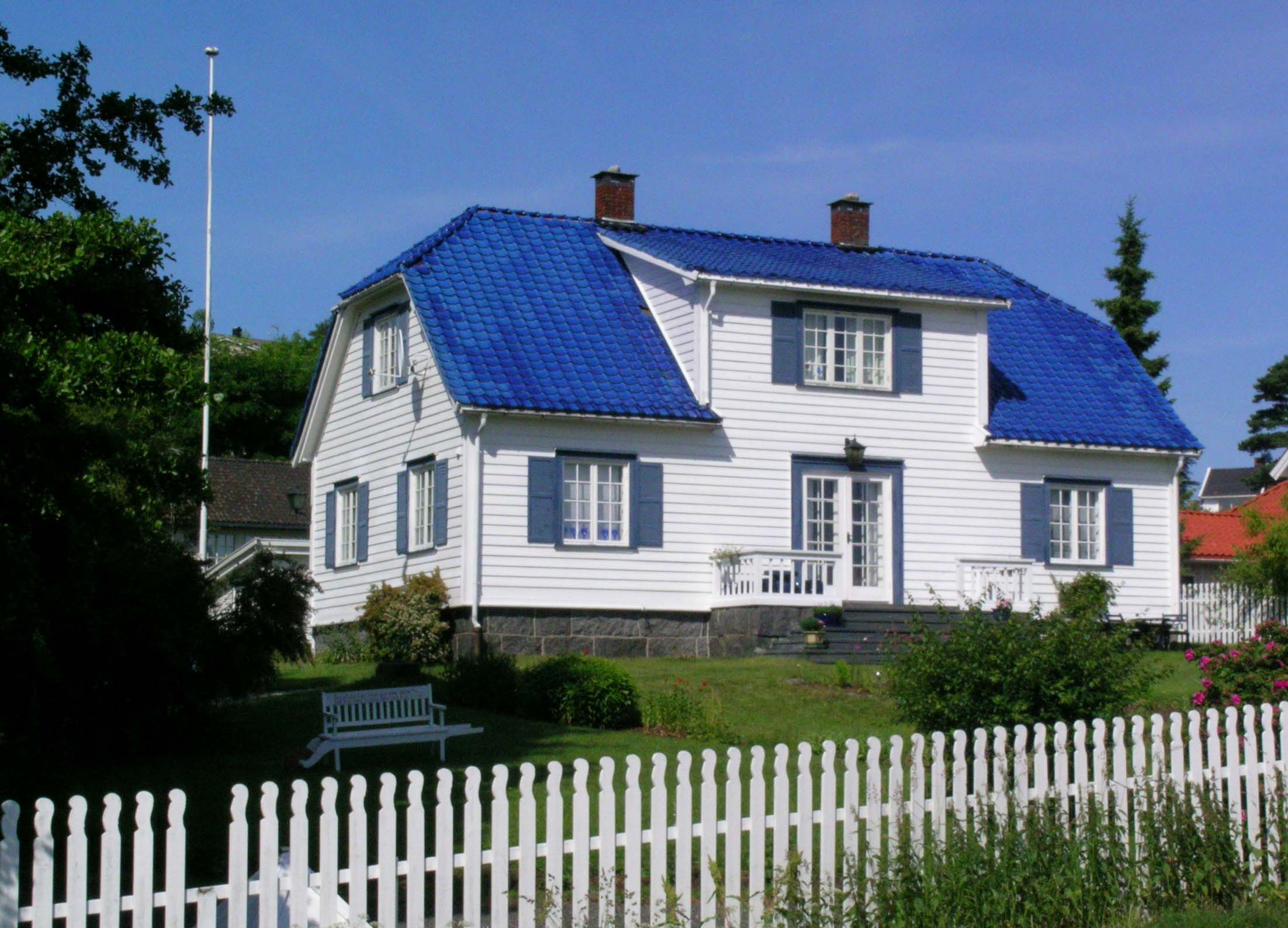
Hergisheim — дом поэта в Stavern

Херман Вилленвей (букмол Herman Wildenvey; урождённый Герман Теодор Портаас, букмол Herman Theodor Portaas; 1885—1959) — норвежский поэт, один из крупнейших в XX веке. Опубликовал 44 книги стихов, а также переводил Шекспира, Хэмингуэя, Гейне. Его жена (с 1912) Гискен была литератором.

## Биография
Дом, где родился и вырос Херман, назывался Portåsen.
В 1904 молодой поэт выжил в кораблекрушении датского пассажирского судна SS Norge, в котором погибли 635 человек. Выжившие тогда провели несколько дней на шлюпках в открытом море.
Его именем названы общество («Вилленвейское общество» — Wildenvey-selskapet) и поэтическая премия.